# Ottenberg TG
| TG ist das Kürzel für den Kanton Thurgau in der Schweiz. Es wird verwendet, um Verwechslungen mit anderen Einträgen des Namens Ottenberg zu vermeiden. |

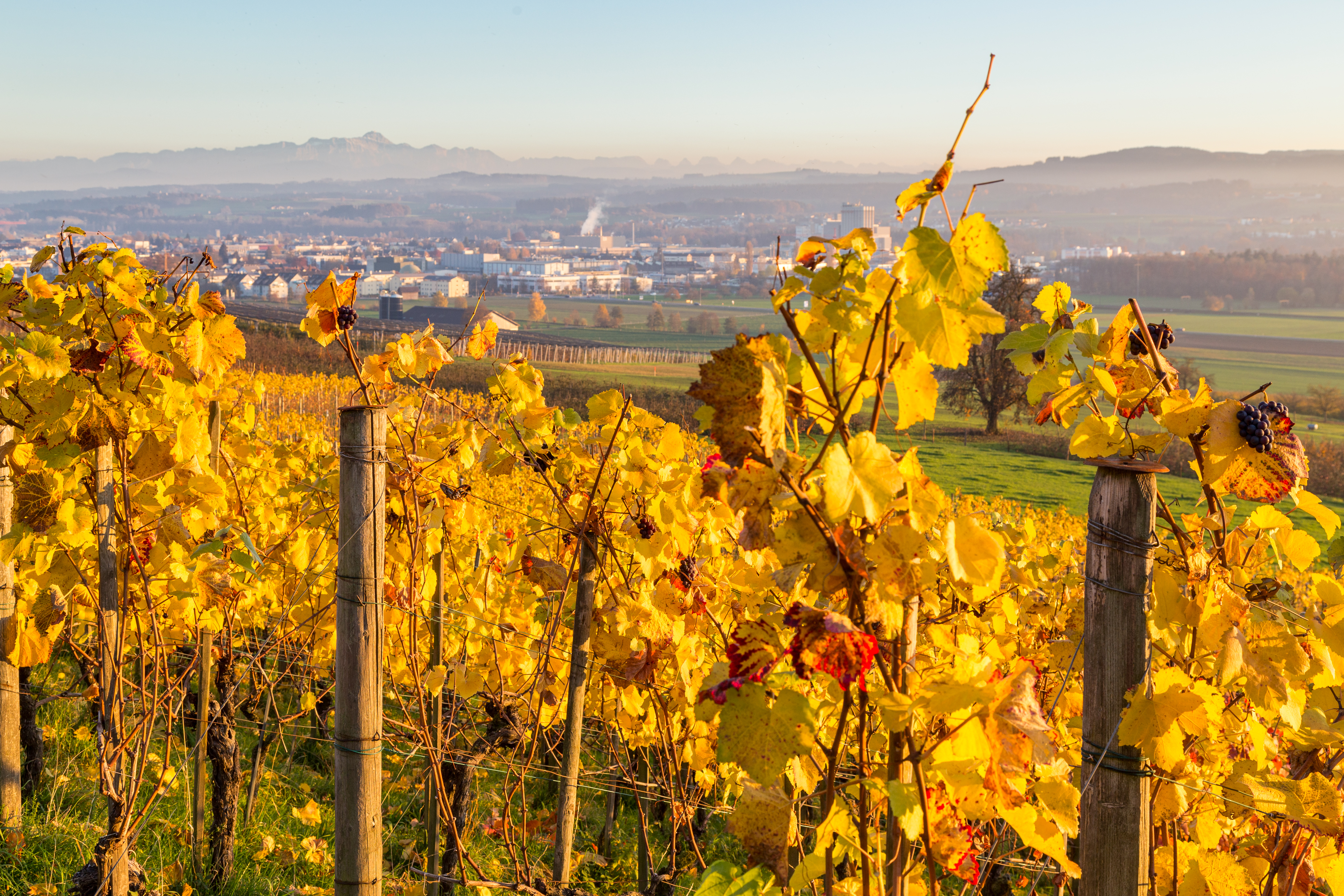
Blick vom Ottenberg auf Weinfelden und den Alpstein

Der Ottenberg ist ein Hügelzug in den Gemeinden Berg TG, Kemmental, Märstetten und Weinfelden im Kanton Thurgau, Schweiz. 
Der Ottenberg hat eine Höhe von 680 m ü. M., er gilt als «Hausberg» von Weinfelden, das am Südhang und -fuss über der Thurebene zum Marktflecken und im 21. Jahrhundert zur Stadt heranwuchs. An der Ostflanke des Ottenbergs liegt das Dorf Berg, am Nordfuss Hugelshofen und an der Westflanke Ottoberg. Am Südhang liegen die kleine Ortschaft Weerswilen sowie die Schlösser Weinfelden und Bachtobel, auf dem Ottenberg der Weiler Ottenberg.
Der Südhang des Ottenbergs, wo Rebbau betrieben wird, ist im Inventar der schützenswerten Ortsbilder der Schweiz aufgeführt. Zwischen Weinfelden und Ottoberg führt der Weinweg durch die Rebhänge.

## Tourismus
Dank der Aussicht auf den Alpstein und gut ausgebauten Wanderwegen ist der Ottenberg ein regionales Ausflugsziel, mit Gaststätten im «Stelzenhof» und auf dem Thurberg, einem seit der Jungsteinzeit besiedelten Sporn.